# Houstonia prostrata
Houstonia prostrata är en måreväxtart som beskrevs av Townshend Stith Brandegee. Houstonia prostrata ingår i släktet Houstonia och familjen måreväxter. Inga underarter finns listade i Catalogue of Life.